# Pan Pluhař
Pan Pluhař (v anglickém originále Mr. Plow) je 9. díl 4. řady (celkem 68.) amerického animovaného seriálu Simpsonovi. Scénář napsal Jon Vitti a díl režíroval Jim Reardon. V USA měl premiéru dne 19. listopadu 1992 na stanici Fox Broadcasting Company a v Česku byl poprvé vysílán 18. listopadu 1994 na stanici ČT1.

## Děj
Na Springfield se začne hustě snášet sníh, a tak se Homer, který již delší dobu popíjí alkohol s přáteli v hospodě U Vočka, rozhodne vyrazit domů. Když řídí auto pod vlivem alkoholu, chumelí tak hustě, že si nevšimne zaparkovaného auta Marge a nabourá do něj. Simpsonovi jsou tak bez jediného auta a chtějí si pořídit nové. V autosalonu Homera přemluví jeden prodavač, aby si koupil sněžný pluh na splátky a rozjel podnik s odhrabováním sněhu. S rodinou natočí reklamu a Homer si začne říkat „Pan Pluhař“. Protože zrovna začíná zima a sněží každý den, má Pan Pluhař hodně práce a peníze na splátky se jen hrnou. Později získá uznání, a dokonce i klíč od města.
Mezitím se Barney Gumble, Homerův dlouholetý kamarád a velký alkoholik navštěvující hospodu U Vočka, trápí, že si ho nikdo neváží a nerespektuje ho. Inspirován Homerovým úspěchem si také pořídí sněžný pluh a říká si „Král Pluhařů“. Ze dvou kamarádů se tedy stanou největší konkurenti. Barney je ovšem oblíbenější, a Homer se tak dostane do finanční tísně. Vymyslí tedy lest a vyláká Barneyho, aby odhrabal nebezpečnou horskou cestu. Mezitím se Homer snaží přebrat Barneyho zákazníky. Barney je však v horách zasypán sněhovou lavinou a Homer se ho vydá zachránit. Po shledání se opět spřátelí a rozhodnou se podnikat společně jako partneři. V tu chvíli ale zima skončí, sníh roztaje a plány se nemohou uskutečnit. Homer tedy nemůže dále splácet dluhy a sněžný pluh je mu odebrán. Na vše mu zůstanou jen vzpomínky a jeho pluhařská bunda.

## Produkce
V době, kdy se epizoda psala, mnoha scenáristům právě končily smlouvy, takže na každoročním výjezdním zasedání se sešel jen malý počet scenáristů. Al Jean byl velmi nervózní z toho, jak mohou s tak malým štábem napsat celou novou řadu. Navíc bylo několik scén přidáno až po animatiku, což časový plán ještě více napínalo. Jon Vitti se však této epizodě věnoval s velkým nasazením a téměř celou zápletku nadhodil sám.
Vittiho nápad byl, aby se Adam West objevil v autosalonu, aby ho pak mohli najmout pro dabing a Vitti se s ním konečně setkal. Ostatní scenáristé souhlasili, protože všichni byli v dětství velkými fanoušky Batmana a také se chtěli setkat s Adamem Westem. Matt Groening prohlásil, že West byl jedním z nejoblíbenějších lidí, kteří kdy přišli do studia. V San Franciscu se natáčela Linda Ronstadtová. Jon Vitti dostal za úkol Ronstadtovou nahrát a náramně si to užíval. Poznamenal, že nejkrásnější věc, kterou kdy slyšel, byla Ronstadtová zpívající znělku „Spanish Plow King“.
Další dvě změny ve scénáři, které epizodu mimořádně zatížily, byly pozdější přepsání a kompletní změna postavy. V původním scénáři epizody měl být Lenny Homerovým soupeřem v roli Krále Pluhařů. Pozdější přepis měl zahrnovat vtip, ve kterém Homer použije číselník rádia, aby naklonil nejistě vyvážený pluh zpět na silnici. Tento vtip vytvořil Conan O'Brien a scenáristům se natolik líbil, že ho do epizody zařadili.
Tým Simpsonových se setkal s problémy s cenzurou televizní stanice ve scéně, kdy Homer zvedne telefon a předstírá, že je Tony Dow ze seriálu Leave it to Beaver. Po krátké pauze Homer odpoví na dotaz osoby v telefonu slovy: „Jo, byli to gayové.“. Cenzoři odmítli tuto hlášku odvysílat, protože se obávali právního postihu za urážku na cti. Štáb Simpsonových protestoval a tvrdil, že se nejedná o narážku na nikoho konkrétního a že „oni“ může být kdokoli. Po mnoha telefonátech a hádkách cenzoři vtip odvysílat povolili.

## Kulturní odkazy
Tato epizoda obsahuje několik odkazů, které Al Jean označil za „velmi obskurní“. Příkladem může být scéna, kdy Homer projíždí zrádnými horskými silnicemi, jež je parodií na scénu z filmu Mzda strachu, a scéna, v níž Kent Brockman hlásí Barneyho nehodu a v níž jeho oblečení (včetně brýlí), úhly kamery a mimika obličeje odkazují na způsob, jakým Walter Cronkite informoval o střelbě na Kennedyho.
Přepracovaná „reklama na Pana Pluhaře“ je parodií na podobnou reklamu na parfém, která se vysílala v době natáčení epizody. Rychle se pohybující mraky byly převzaty z dokumentárního filmu Koyaanisqatsi. Hudba, která byla v reklamě použita, byla z „Casta Diva“, opery Norma Vincenza Belliniho, protože štáb Simpsonových za ni nemusel platit. V době natáčení epizody se Rusko neřídilo americkými zákony o autorských právech. Na oplátku Amerika nerespektovala ruské autorské zákony. Homerova původní reklama na Pana Pluhaře vychází z rozhlasové znělky pro firmu Roto-Rooter, která měla podobnou melodii.
Mezi další odkazy patří televizní pořad Carnival of the Stars, který je vidět na začátku epizody. Jedná se o parodii na Circus of the Stars, každoroční speciál vysílaný na stanici CBS v letech 1976–1994, v němž vystupují celebrity, předvádějíce cirkusová čísla. Scéna, v níž se Barney postupně mění v opilce, je parodií na části proměny ve filmu Podivný případ Dr. Jekylla a pana Hyda. Scéna, v níž je Bart zasypán sněhovými koulemi, je odkazem na scénu střelby na mýtnici Sonnyho Corleoneho ve filmu Kmotr. Sněhuláci tající během vlny veder jsou odkazem na tající nacistické vojáky ve filmu Dobyvatelé ztracené archy.

## Přijetí

### Kritika
V roce 2003 se díl umístil na šestém místě v žebříčku 25 nejlepších epizod seriálu Simpsonovi časopisu Entertainment Weekly. V červnu 2009 udělil Robert Canning z IGN dílu známku 9,8 z 10 a uvedl, že se jedná o „fantastickou epizodu, která vypráví poutavý příběh a je vtipná od začátku do konce. (…) Byl zde zábavný, poutavý příběh, skvělé hostující hvězdy, které si ze sebe dělaly legraci, retrospektivy, písničky, prostřihy a příležitosti vyzdvihnout postavy mimo stejnojmennou rodinu seriálu.“
V lednu 2010 Michael Moran z deníku The Times zařadil epizodu na druhé místo v historii seriálu a Warren Martyn a Adrian Wood, autoři knihy I Can't Believe It's a Bigger and Better Updated Unofficial Simpsons Guide, si epizodu pochvalovali. Uvedli, že je „dobrá. Nejdůležitější momenty – televizní pořad Circus of the Stars, v němž Angela Lansburyová chodí po žhavém uhlí („Vzrušení, napsala!“), Homerova retrospektiva všeho, co udělal pro Barneyho, a to nejlepší ze všeho, umělecká reklama reklamní agentury McMahon & Tate na pana Pluhaře.“ V červnu 2012 Nathan Rabin z The A.V. Clubu uvedl, že epizoda „není jen velkolepě vtipná a plná klasických kousků: také předpovídá budoucnost. Na animovaný seriál z 90. let to není špatné.“
Když byl Paul Lane z Niagara Gazette požádán, aby vybral svou nejoblíbenější řadu ze Simpsonových od první do dvacáté, vybral čtvrtou řadu a vyzdvihl díly Velký bratr a Pan Pluhař, které označil za „vynikající“, spolu s „roztomile vtipnými“ epizodami Lízino první slovo a Homer kacířem. Nathan Ditum z Total Filmu označil odkaz na Kmotra v této epizodě za 37. nejlepší filmovou referenci v historii seriálu a Westovo vystoupení označil za sedmé nejlepší hostování v historii seriálu.
Když se Simpsonovi začali v roce 2019 streamovat na Disney+, bývalý scenárista a výkonný producent Simpsonových Bill Oakley označil tento díl za jednu z nejlepších klasických simpsonovských epizod, které lze na této službě sledovat.

### Ocenění
V roce 1993 získal Dan Castellaneta za svůj výkon v roli Homera v této epizodě cenu Emmy v kategorii vynikající výkon ve voice overu. Byla to jeho druhá Emmy v řadě, protože ve stejné kategorii zvítězil i v předchozím roce. V roce 1993 byly epizody Pan Pluhař a Tramvaj do stanice Marge navrženy na cenu Primetime Emmy za vynikající komediální seriál. Štáb Simpsonových již dříve přihlásil epizody do kategorie vynikající animovaný pořad kratší než 1 hodina, kde dvakrát zvítězil, ale v té sezóně to riskli s hlavní komediální kategorií. Hlasující na Emmy se však zdráhali postavit kreslené pořady proti hraným a Simpsonovi nominaci nezískali. V další sezóně štáb Simpsonových přihlásil epizody do kategorie vynikající komediální seriál, ale ty opět nebyly nominovány. Od té doby seriál přihlásil epizody do animované kategorie a osmkrát zvítězil.

### Sledovanost
V původním vysílání skončil díl v týdnu od 16. do 22. listopadu 1992 na 23. místě ve sledovanosti s ratingem 14,6 podle agentury Nielsen, což odpovídá přibližně 13,6 milionu diváckých domácností. V tom týdnu se jednalo o nejsledovanější pořad na stanici Fox, který předstihl pořad Ženatý se závazky.

## Odkaz
Dne 17. prosince 2015 společnosti Google a YouTube zmodernizovaly epizodu a její znělku Pan Pluhař pro použití v reklamě, ve které Líza používá webovou stránku na svém počítači, aby umístila Homerovu reklamu na svou kampaň na YouTube.